# Ponte Saint-Pierre
Il ponte Saint-Pierre (Pont Saint-Pierre in francese) è un ponte stradale che attraversa la Garonna nella città di Tolosa, in Occitania. Il ponte è stato realizzato nel 1987 per sostituire un precedente ponte sospeso.

## Storia

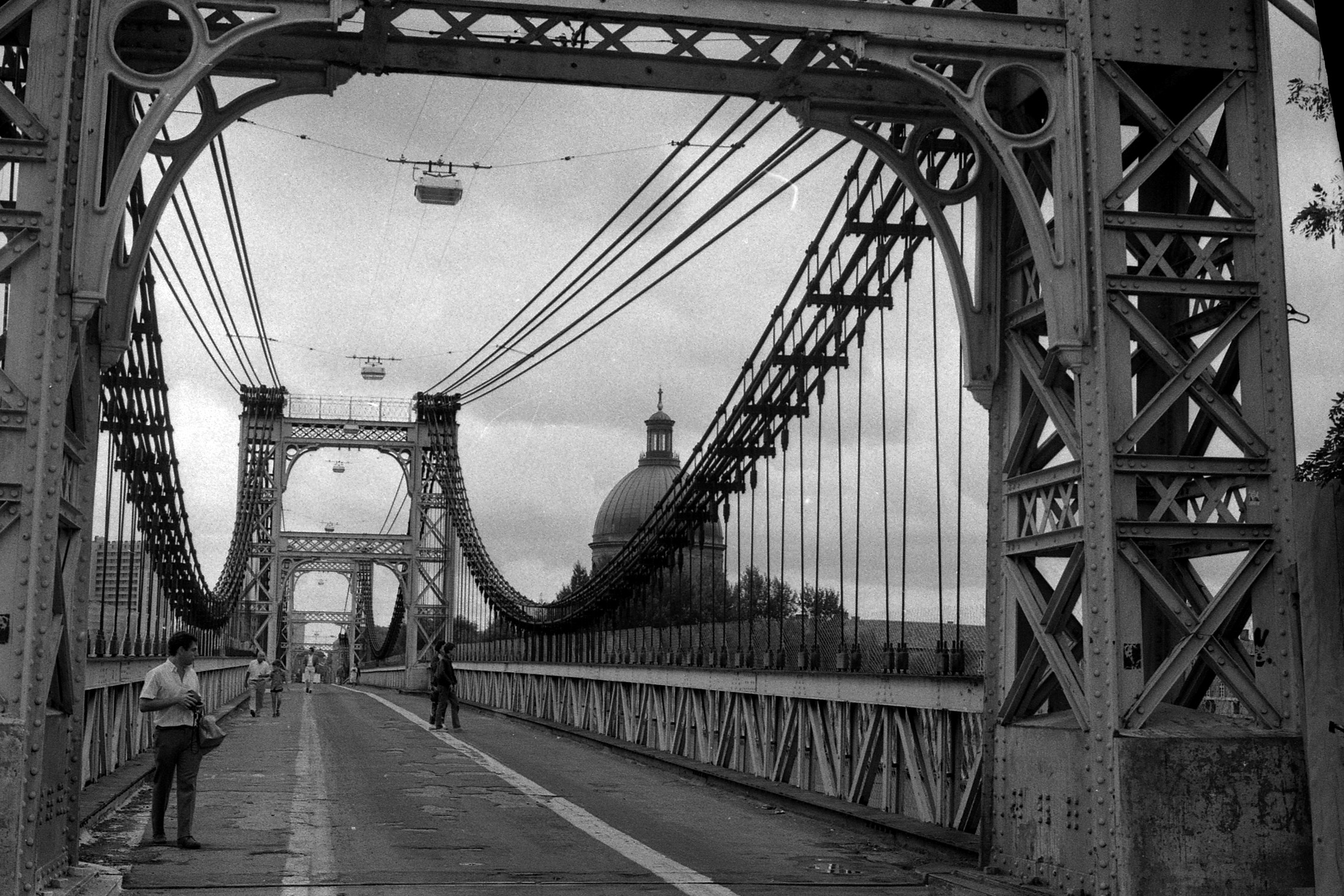
Vista del ponte sospeso demolito nel 1986

La costruzione del primo ponte sulla Garonna in questa posizione risale al 1852. Si trattava di un ponte in legno a pedaggio, la cui costruzione era già stata programmata nel 1836, necessario per permettere il passaggio degli animali provenienti dalle campagne e diretti al mercato del bestiame. Il ponte fu danneggiato da una alluvione del 1855 e presto ricostruito. Anche il nuovo ponte si rivelò inadatto a resistere alle inondazione e fu distrutto nella grande alluvione del 25 giugno 1875.
Due anni dopo, nel 1877, fu aperto alla circolazione un nuovo ponte, realizzato come ponte sospeso. Tale ponte divenne di proprietà della città di Tolosa nel 1904, quando fu abolito il pedaggio richiesto per attraversarlo. Negli anni '20 del XX secolo il ponte iniziò a rivelarsi inadatto a sostenere il traffico automobilistico e tra il 1927 e il 1931 fu a sua volta sostituito da un nuovo ponte sospeso in acciaio, che utilizzò gli stessi appoggi del ponte precedente. La costruzione, il collaudo e l'inaugurazione del nuovo ponte furono documentati dal fotografo originario di Tolosa Louis Albinet. Le foto di Albinet sono state rese pubbliche dagli archivi comunali di Tolosa in concomitanza con alcuni lavori di ristrutturazione che hanno avuto luogo nel 2016.
Negli anni 1980 il ponte sospeso del 1931 iniziò a mostrare segni di cedimento. Si decise quindi di sostituire il ponte con una struttura completamente nuova. Il nuovo ponte, non più sospeso ma sorretto da una travatura a traliccio in acciaio, è stato realizzato in 14 mesi tra il 1986 e il 1987 e inaugurato il 14 novembre 1987.

## Descrizione

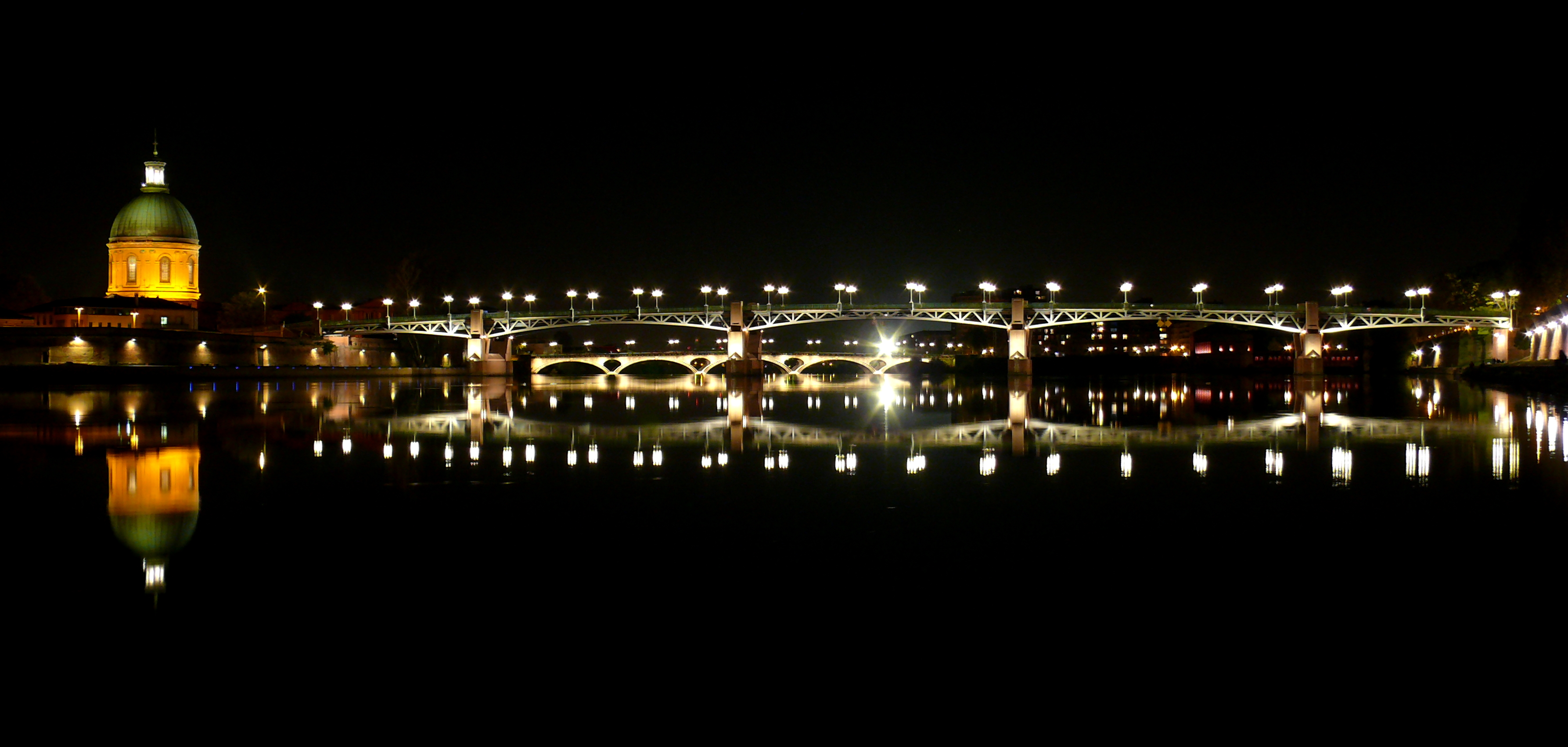
Vista notturna del ponte. Sono ben visibili le cinque campate e, sulla sinistra, la cupola dell'Hôpital de la Grave

Il ponte Saint-Pierre attraversa la Garonna nella città di Tolosa, collegando Piazza Saint-Pierre, in sponda destra, con il quartiere Saint Cyprien, dove si trova l'Hôpital Saint Joseph de la Grave con la sua caratteristica cupola, in sponda sinistra. Si trova tra il Pont des Catalans, verso valle, e il Pont Neuf, il ponte più antico di Tolosa essendo stato terminato nel 1632, verso monte.
Il ponte è costituito da 5 campate, la maggiore delle quali ha una luce di 55 metri, e copre una lunghezza complessiva di 240 metri. L'impalcato, di 13,2 metri di larghezza, è realizzato in calcestruzzo e ospita due corsie stradali, una per senso di marcia, e un marciapiede pedonale in corrispondenza di ciascuno dei lati esterni. L'impalcato è sorretto da una struttura reticolare in acciaio che poggia su 4 piloni in calcestruzzo.
 
Grazie anche al suo impianto di illuminazione è uno dei soggetti più fotografati della città.